# Callochiton septemcostatus
Callochiton septemcostatus is een keverslakkensoort uit de familie van de Callochitonidae. De wetenschappelijke naam van de soort is voor het eerst geldig gepubliceerd in 1933 door Bergenhayn.